# En unserem Veedel
En unserem Veedel (veröffentlicht als In unserem Veedel; Kölsch für In unserem Viertel) ist ein von Erry Stoklosa, Tommy Engel und Hartmut Priess 1973 in kölscher Mundart geschriebenes Lied, das erstmals als B-Seite der dritten Single Mer losse d’r Dom en Kölle der Gruppe Bläck Fööss veröffentlicht wurde. Es zählt zu den bekanntesten und meistgesungenen Kölner Liedern.

## Entstehungsgeschichte
Was heute oft als sentimentale Hymne auf die Stadt und auf das Kölner Gemeinschaftsgefühl verstanden wird, war ursprünglich ein politisches Lied vor dem Hintergrund der städtebaulichen Veränderungen Anfang der 1970er Jahre. Bei Veröffentlichung wurde in Köln die mehrspurige Nord-Süd-Fahrt fertiggestellt, die Teile der Innenstadt zerschnitt, und am Stadtrand entstanden Hochhaussiedlungen wie Chorweiler.
Solche Projekte lösten ebenso wie die geplante umfangreiche Sanierung des Severinsviertels Ängste vor der Zerstörung gewachsener Strukturen der Stadt aus. Bereits die A-Seite der Single Mer losse d’r Dom en Kölle griff dieses Thema auf. Das deutlich ruhigere En unserem Veedel betont die Bedeutung von Gemeinschaft und Zusammenhalt im gewachsenen Veedel.
Nach Angaben der Bläck-Fööss-Gründungsmitglieder Erry Stoklosa, Tommy Engel und Hartmut Priess entstand der Song am 7. Mai 1973 in der Kneipe Ringschänke am Karolingerring die im Keller die Proberäume der Band beheimatete. Der Song hatte zunächst eine andere von Engel und Stoklosa komponierte Melodie, die vor der Plattenaufnahme von den restlichen Bandmitgliedern in die heutige Form umgeschrieben wurde.

## Produktion
Ähnlich wie andere Stücke aus dieser Zeit wurde In unserem Veedel für die Plattenaufnahme nicht von den Bandmitgliedern eingespielt, sondern aus Kosten- und Effizienzgründen von Studiomusikern. So entstand der in der Studioversion deutlich markantere Übergang zum letzten Chorus von Schlagzeuger Garcia Morales, den Tommy Engel „im Leben nicht gespielt hätte“.
Die Bläck Fööss traten meist ohne Schlagzeug auf und spielten das Stück live demzufolge in der balladenhafteren Version. Erst für die Neuaufnahme auf dem Jubiläums-Doppelalbum Et es 20 Johr jenau jetz her kam das „abgespeckte“ Schlagzeug von Erry Stoklosa zum Einsatz.

## Text und Musik

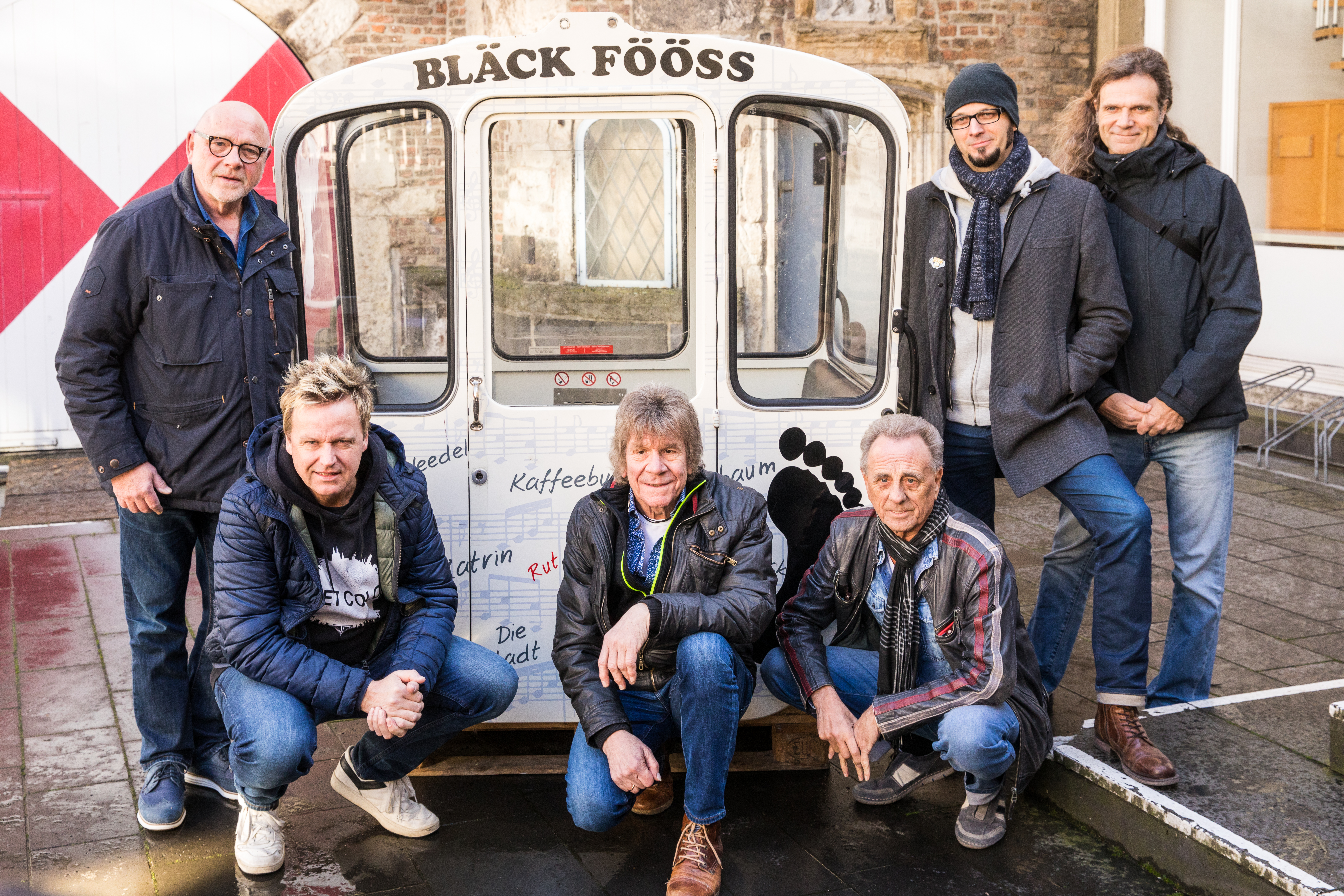
Die Band Bläck Fööss

Das 3:57 lange Stück hat drei Strophen und einen Refrain, der dreimal gesungen wird. Die ersten beiden Strophen werden aufeinanderfolgend vor dem ersten Refrain gesungen. Der Song beginnt mit einem Seufzer, der sich auf den Umbau von Veedeln bezieht:

“Wie soll dat nur wigger jon,

Wat bliev dann hück noch ston?”

„Wie soll das nur weiter gehen,

Was bleibt denn heute noch stehen?“

Im Folgenden fragt das Lyrische Ich, ob denn mit den Hüsjer un Jasse (Häuschen und Gassen) auch die sozialen Beziehungen (Schwätzchen, die Kontakte untereinander in der Eckkneipe) verschwänden. Die dritte Strophe beschreibt die Kinder des Veedels, die nicht im Gras, sondern auf dem Asphalt spielen und sich dabei Blessuren zuzögen, die aber ohne große Mühe versorgt würden und heilten.
Der Refrain stellt heraus:

“Wat och passeet

Dat eine es doch klor,

Et Schönste, wat m’r han

Schon all die lange Johr

Es unser Veedel.”

„Was auch geschieht

eines ist doch klar,

Das schönste, was wir haben

schon all die langen Jahre

Ist unser Veedel“

Und egal was passiert, im Veedel hält man zusammen. Der dritte Refrain knüpft an den zweiten an und variiert, dass man gemeinsam dort bleibt, wo man schon „all die langen Jahre“ sei – also der widerständige Wille, die Gemeinschaft vor Ort auch bei drohender Veränderung zu erhalten.
Die erste Strophe wird von einer Akustikgitarre begleitet. In der zweiten Strophe kommen Bass und Keyboard hinzu. Zum Refrain steigt das Schlagzeug ein, das während der dritten Strophe zurückhaltend weiter begleitet und bei den Schlussrefrains wieder aufrüttelnd lauter wird. Der Gesang wird im Refrain mehrstimmig. Einen sentimentalen Anklang liefert eine Bluesharp in einem Zwischenspiel nach den Refrains. Tommy Engel, der die Bläck Fööss immer gerne als Beatband sehen wollte, verglich das Stück ebenso wie Drink doch eine met mit Hey Jude der Beatles.
Insbesondere bei der Refrainstelle „denn he hält mer zosamme“ (denn hier hält man zusammen) erheben sich Melodie und Chorgesang, was ein gemeinschaftliches Gefühl der Wehrhaftigkeit erzeugen soll. Der Song endet mit dem Mundharmonikastück aus dem Zwischenspiel, dessen Phrase mit „Dadadadaaa“ lautmalerisch mitgesungen wird.

## Rezeption
Anders als die A-Seite der Single Mer losse d’r Dom en Kölle konnte sich In unserem Veedel nach Erscheinen nicht in den Charts platzieren, jedoch dominierten beide Songs musikalisch die Karnevalssession 1973/1974. Der Song wurde nach der Single auch auf die erste Langspielplatte der Bläck Fööss Op bläcke Fööss noh Kölle (1974) aufgenommen.

### „Kölsche Hymne“
Das Stück zählt zu den bekanntesten Liedern der Bläck Fööss, aber auch zu den bekanntesten kölschen Liedern überhaupt und wird als „kölsche Hymne“ bezeichnet. Es kommt als Fangesang beim 1. FC Köln zum Einsatz und wurde während der COVID-19-Pandemie sowohl von Balkonen gesungen als auch im Lockdown von einer „Veedelsband“ Kölner Prominenter aus dem jeweiligen Aufenthaltsort aufgenommen.
Die Musikethnologin Astrid Reimers zählt den Song zu den „Solidaritätsliedern“ der Bläck Fööss, „Lieder, deren dialektale Sprache, ein wenig sentimentaler Inhalt, ruhige Komposition und weiches Arrangement“ bei vielen Kölnern „Gemeinschaftsgefühle und Wohlbefinden erzeugen“. Sie attestiert dem Stück eine Wirkung des Empowerments, dessen gemeinsames Hören oder Singen „eine Dynamik zur Selbstmotivation auslösen, indem auch die Erfahrung vermittelt wird, dass wir unserem gesellschaftlichen Umfeld nicht hilflos ausgeliefert sind“.
Das Stück wird gern in Bezug zu den Themen Zusammenhalt und Resilienz gesungen, so etwa beim Staatsakt für die Opfer der Flutkatastrophe im Ahrtal 2021.

### Coverversionen
Auch andere kölsche Bands nahmen das Lied auf, teilweise zusammen mit Mitgliedern der Bläck Fööss. So spielte die Kölner Rockband BAP das Lied 2011 gemeinsam mit Engel, Lückerath und Stoklosa für ihr Doppelalbum Live volles Programm ein, und Brings veröffentlichte es im selben Jahr mit Engel auf ihrem Jubiläumsalbum Dat wor geil – 20 Jahre Brings Musik. Hans Süper nahm es ebenfalls 2011 für sein Album Musik uss der Kösch auf.
Monika Kampmann sang das Lied auf ihrem 2000 erschienenen Album Jangk, bliev nit stonn! Von der Band Querbeat wurde es 2014 auf Cuba Colonia aufgenommen; auf dem Album spielten sie gemeinsam mit mehreren Kölner Bands kölsche Titel ein, und dieses Lied sangen sie gemeinsam mit den Bläck Fööss. Auch die Schlagersängerin Andrea Berg sang den Titel 2014 zusammen mit einigen weiteren Kölner Stücken auf ihrem Konzert Atlantis LIVE in der Lanxess Arena.

## Schreibweise
Bei der Originalveröffentlichung im Jahr 1973 und auf mehreren späteren Alben wurde der Titel mit der Präposition In geschrieben. Auf der LP Bläck Fööss & Fründe – 1989 Em Millowitsch-Theater (Live) und auf allen folgenden Veröffentlichung lautete die Schreibweise En unserem Veedel. En ist laut Adam Wrede die korrekte kölsche Präposition, während In dem Standarddeutschen entlehnt ist.